# Jove Books
Jove Books, autrefois connue sous le nom de Pyramid Books, est une maison d'édition de livres de poche américaine fondée en 1949 par la maison d'édition Almat Magazine Publishers (Alfred R. Plaine et Matthew Huttner). Jove Books a ses bureaux principaux situés à New York.
La société fut vendue à la Walter Reade Organization à la fin des années 1960. Elle fut achetée en 1974 par Harcourt Brace (lequel devint Harcourt Brace Jovanovich). À la suite de cette acquisition la société fut renommée en Jove en 1977, et continua ses activités sous son nom d'édition.  En 1979 Jove fut vendu au groupe The Putman Berkley Group, lequel fait actuellement partie du Penguin Group.
Phil Hirsch fut vice-président de Pyramid Books de 1955 à 1975, son nom figure comme auteur ou éditeur sur de nombres livres de Pyramid Books.
Dans les années 1960 Pyramid publia quelques nouvelles des shows télévisés d'Irwin Allen, parmi lesquels Perdus dans l'espace (Lost in Space) et que deux nouvelles de la série télévisée Au cœur du temps (The Time Tunnel), ainsi que le roman de la série télévisée Voyage au fond des mers (Voyage to the Bottom of the Sea) tiré du film Le Sous-marin de l'apocalypse (Voyage to the Bottom of the Sea) de Theodore Sturgeon.